# Magnolia champaca
Magnolia champaca är en magnoliaväxtart som först beskrevs av Carl von Linné, och fick sitt nu gällande namn av Henri Ernest Baillon och Jean Baptiste Louis Pierre. Magnolia champaca ingår i släktet Magnolia och familjen magnoliaväxter.

## Underarter
Arten delas in i följande underarter:
- M. c. champaca
- M. c. pubinervia

## Bildgalleri

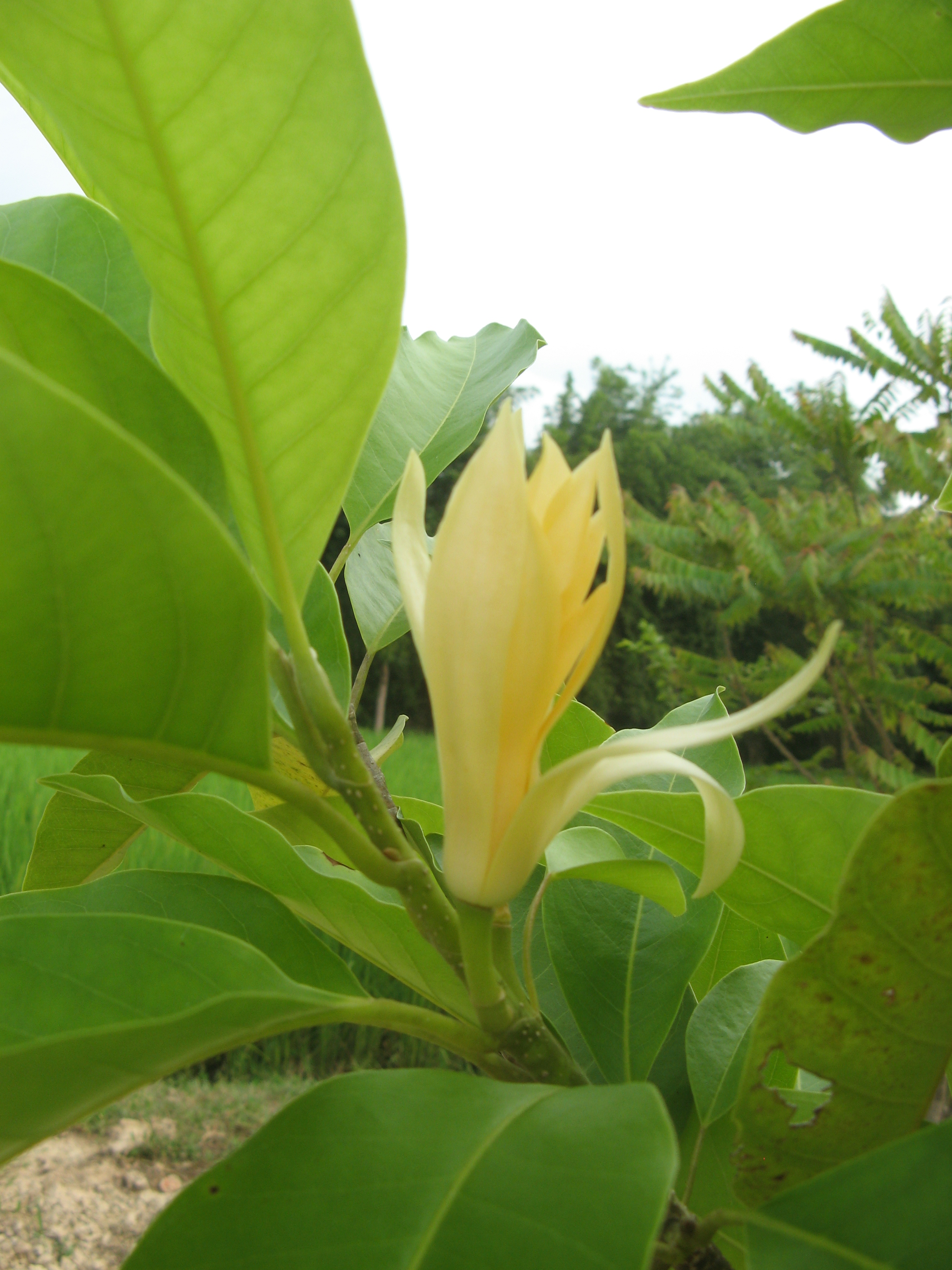
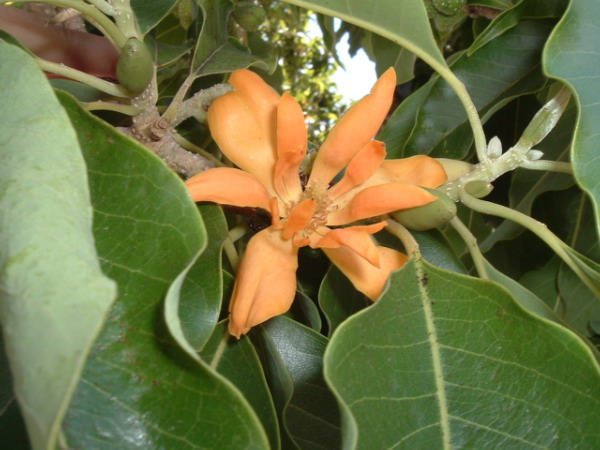
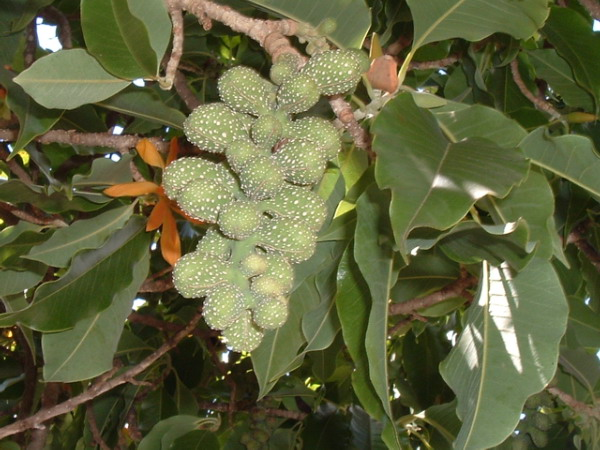
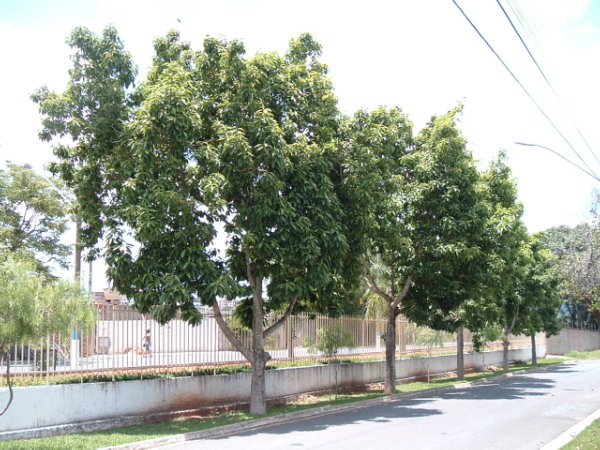
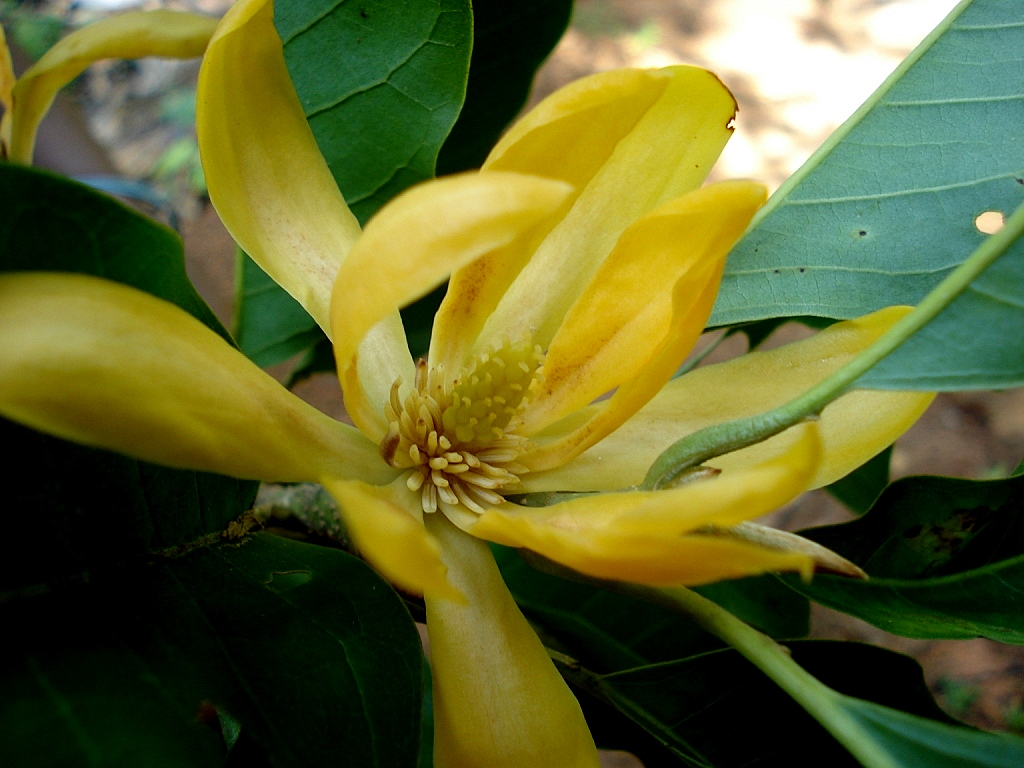
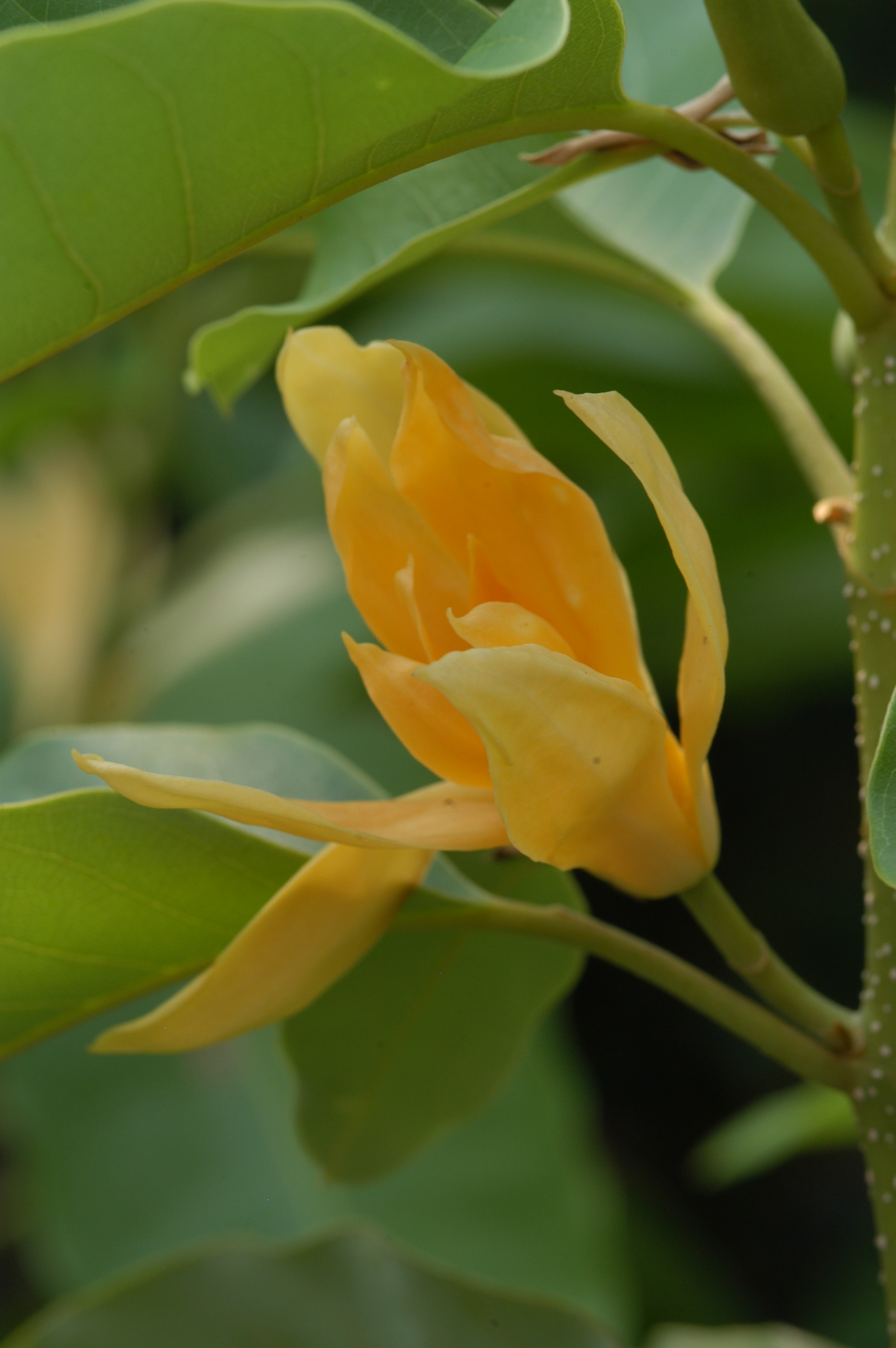